# Amarhadzhy Mahamedau
Amarhadzhy Mahamedau –en bielorruso, Амаргаджы Магамедаў– (12 de abril de 1990) es un deportista bielorruso que compite en lucha libre. Ganó una medalla de bronce en el Campeonato Europeo de Lucha de 2020, en la categoría de 92 kg.

## Palmarés internacional
| Campeonato Europeo | Campeonato Europeo | Campeonato Europeo | Campeonato Europeo |
| Año                | Lugar              | Medalla            | Categoría          |
| ------------------ | ------------------ | ------------------ | ------------------ |
| 2020               | Roma (Italia)      | Medalla de bronce  | 92 kg              |